# 中島孝平
中島 孝平（なかじま こうへい、1979年11月8日 - ）は、福井県坂井市（旧・三国町）出身の競艇選手。
登録番号4013、84期（同期に中村有裕・笠原亮など）、福井支部所属、血液型AB型。

## 来歴
1999年5月12日、地元三国競艇場で開催された一般競走第2レースでデビュー（5着）。
2003年1月、平成14年度の最優秀新人選手に選出される（登録の翌年から3年以内の選手の中で、SG・GI競走等の成績が優秀であり、賞金獲得額・勝率で1位となるなど、最も優秀な成績を記録）。
2007年7月のGI三国モーターボート大賞にて、記念競走初優勝を挙げる。8月から10月にかけて「62走連続3連対」の大記録を樹立（1997年以降では最多）。
2008年3月の第43回総理大臣杯（児島）にて、SG初優出（4着）。
同年9月のGI桐生52周年記念では、2002年2月に今村豊が達成して以来のGI競走における完全優勝を達成した。
2010年は、5月に唐津周年記念、7月に鳴門周年記念で優勝し、G1競走で2勝を挙げた。SG競走（賞金王決定戦を除く）では2競走で優勝戦に出場（蒲郡モーターボート記念（5着）・唐津競艇王チャレンジカップ（2着））し、獲得賞金5位（競艇王チャレンジカップ終了時点）で自身初の賞金王決定戦（住之江）に出場。優勝戦に進出し、2コースからインの濱野谷憲吾をまくって勝利。自身初のSGタイトルを手にすると共に、年間獲得賞金1位で締めくくった。また、2011年前期適用勝率（2010年5月〜10月間）1位（勝率8.37）も記録している。（これらの成績により2010年最優秀選手・最多賞金獲得選手・記者大賞の3賞を受賞）
2013年、第28回賞金王決定戦に出場した際のキャッチフレーズは寡黙なる闘神に決まった（優出2着）。
2018年、第45回笹川賞（尼崎）で優勝し8年ぶりにSG制覇。優勝戦の成績は1分48秒1のタイムで決まり手は逃げ。

## 獲得タイトル

### SG
- 2010年12月 第25回賞金王決定戦（住之江）
- 2018年5月 第45回笹川賞（尼崎）

### GI
- 2007年7月 三国モーターボート大賞
- 2008年9月 桐生52周年…前述の通り7連勝での完全優勝
- 2010年5月 唐津57周年
- 2010年7月 鳴門57周年
- 2011年2月 平和島56周年…降雪による交通機関不通のため2日目から参戦したが、予選トップ通過で優勝（1996年以降の記念で、初日出走表に名前がない状態での予選通過はこの大会が初）
- 2013年2月 三国第56回近畿地区選手権
- 2021年3月 浜名湖67周年
- 2023年3月 三国69周年

### GII
- 2012年3月 三国モーターボート大賞